# Estadio Apostolos Nikolaidis
El Estadio Apostolos Nikolaidis (en griego: Στάδιο Απόστολος Νικολαΐδης) es un estadio de fútbol griego, ubicado en su capital Atenas. Pertenece al Panathinaikos FC. Está ubicado en el distrito de Ampelokipi, al este de la colina de Lycabettus. 
Actualmente el estadio está en deshuso en sus actividades futbolísticas debido a su deterioro interior y próxima construcción de un nuevo recinto. 
El estadio ha sido la sede del Panathinaikos FC durante la mayor parte de los años de su existencia, desde su fundación en 1908. El estadio lleva el nombre del fallecido presidente del club, Apostolos Nikolaidis. El estadio también es conocido como Estadio Leoforos Alexandras, o simplemente Estadio Leoforos, debido a su ubicación geográfica sobre la calle de dicho nombre (en griego: Λεωφόρος Αλεξάνδρας, romanizado: Leoforos Alexandras, lit. 'Avenida de Alejandra').  
El lugar también alberga un pequeño estadio de baloncesto y voleibol, una piscina, una pista de boxeo y oficinas, todo ello bajo las tribunas. 

## Historia
El estadio ocupa un lugar muy importante en la historia del fútbol griego. Fue uno de los primeros estadios de fútbol en la ciudad, siendo establecido en 1922. La primera tribuna fue construida en 1928, y durante casi 50 años fue la sede de la mayoría de los grandes partidos en las competiciones nacionales e internacionales. Fue el primero en tener instalado luces artificiales (1938) y el primero con césped (1958). Allí, la selección de fútbol de Grecia hizo de local durante varios años. 
Panathinaikos ejerció su localía en el estadio desde su fundación hasta 1984, cuando se trasladó al Estadio Olímpico, producto de las restricciones de infraestructura que mantenía el antiguo estadio. Tras una remodelación de más de 7 millones de euros, el Panathinaikos regresó al Estadio Apostolos Nikolaidis en 2000. Si bien en años posteriores el club cambió su localía nuevamente al Estadio Olímpico y anunció una serie de reformas, incluso la demolición del antiguo Estadio Apostolos Nikolaidis, éste se mantiene hasta la fecha como la principal sede de dicho club deportivo. 

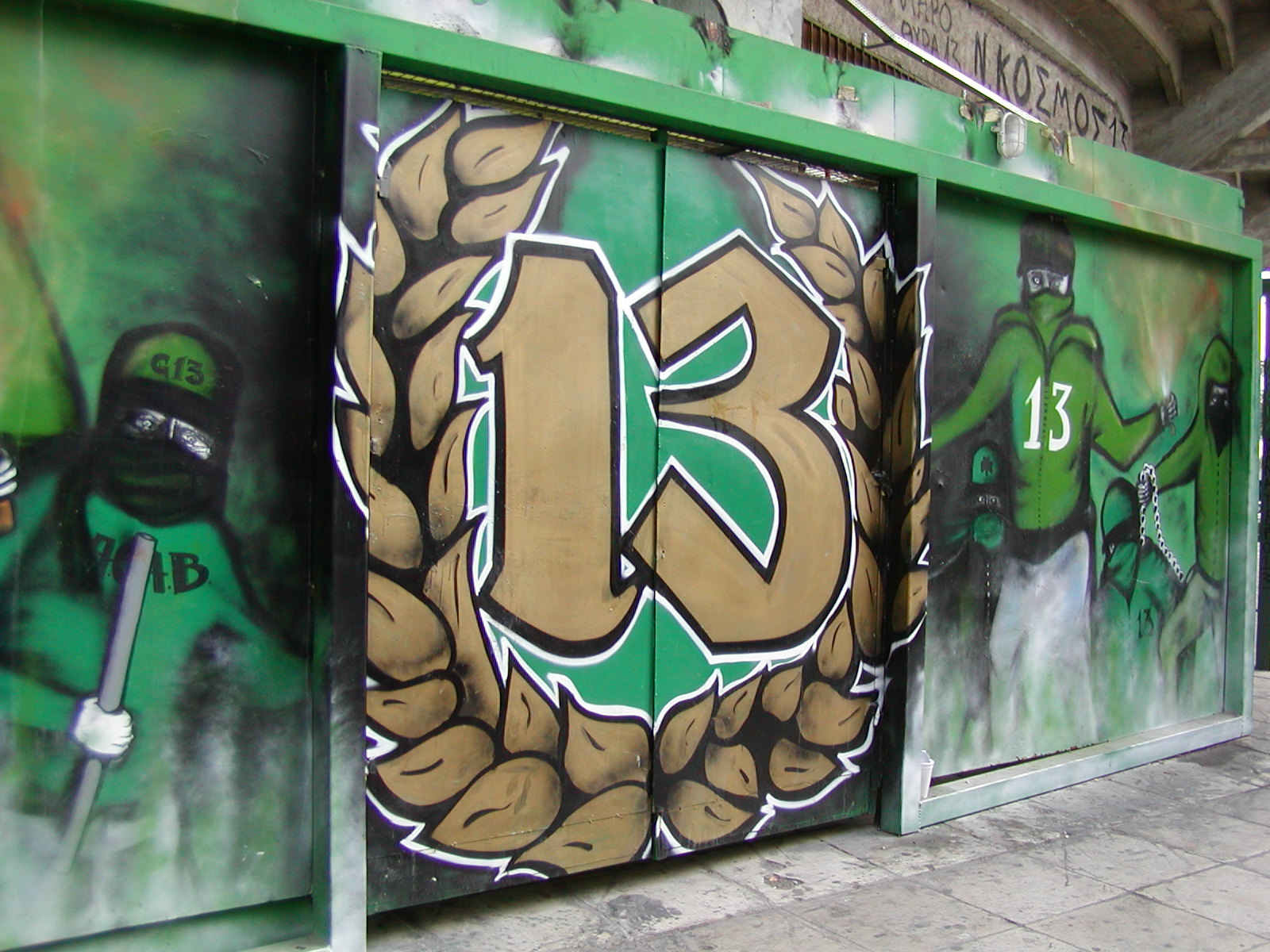
Puerta 13 del estadio
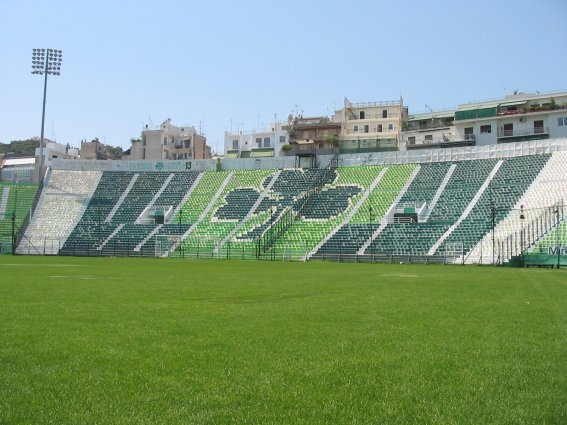